# Olena Pintchouk
Olena Pintchouk (ukrainien : Олена Леонідівна Пінчýк) est une philanthrope et femme d'affaires ukrainienne née le 3 décembre 1970, elle est la seconde épouse de l'oligarque ukrainien Viktor Pintchouk.

## Biographie
Née à Dnipropetrovsk Olena est la fille unique de l'ancien président ukrainien Leonid Koutchma de son mariage avec Ludmila Talaieva. Diplômée de l'Université nationale de Dnipropetrovsk en « Économie et Sociologie », elle a fondé en 2003 l'ANTIAIDS Foundation qui est un organisme de charité destiner à lutter contre la propagation du VIH en Ukraine. C'est par le biais de cette fondation qu'elle a rencontré le chanteur Elton John qui est devenu un de ses proches amis et donateur à sa cause.
Elle épouse en 2002 Viktor Pintchouk qui est considéré par Forbes comme étant le deuxième homme le plus riche d'Ukraine avec qui elle a eu deux filles Kateryna et Veronika. Elle a un fils Roman né d'une précédente union avec le député Igor Franchouk.